# Department of Conservation and Recreation (Massachusetts)
Das Department of Conservation and Recreation (DCR) ist ein Bundesamt des Commonwealth of Massachusetts in den Vereinigten Staaten und dem Executive Office of Energy and Environmental Affairs angegliedert. Das Amt ist als Verwaltungsorganisation von Parks und Parkways (hier insb. des Metropolitan Park System of Greater Boston) bekannt, übernimmt aber auch andere Aufgaben zur „Sicherung, Bekanntmachung und Verbesserung des gemeinsamen Bestands an natürlichen, kulturellen und freizeitorientierten Ressourcen“. Seit dem 24. Mai 2011 ist Edward M. Lambert, Jr. der Bevollmächtigte des DCR, das der größte Eigentümer von Landflächen in Massachusetts ist.

## Geschichte
Für die Landflächen und Straßen, die heute unter der Verwaltung des DCR stehen, waren zuvor die Metropolitan District Commission (MDC) und das Department of Environmental Management (DEM) zuständig. Unter Gouverneur Mitt Romney wurden beide zum heutigen DCR verschmolzen.
Im Jahr 2009 wechselten Eigentum und Verwaltung aller Nicht-Fußgängerbrücken zum Massachusetts Department of Transportation.

## Interne Struktur
Das DCR steht unter der Kontrolle des zuständigen Kommissars (Commissioner), an den alle Funktionsbereiche (Verwaltung, Personal, Finanzen sowie Externe und Rechtliche Angelegenheiten) direkt berichten. Die tägliche Arbeit findet in vier Abteilungen statt, die jeweils einem stellvertretenden Kommissar (Deputy Commissioner of Operations) unterstehen::
- Division of State Parks and Recreation
- Division of Urban Parks and Recreation
- Division of Water Supply Protection
- Division of Planning and Engineering
- Stewardship Council

### Division of State Parks and Recreation
Die Abteilung ist für die Instandhaltung und Verwaltung von mehr als 450.000 Acres (ca. 1.800 km²) Wald- und Parkfläche im privaten und öffentlichen Besitz zuständig. Dies entspricht ca. 10 % der gesamten Landmasse des Bundesstaats Massachusetts. Auf dieser Fläche befinden sich knapp 30 Campingplätze, über 2.000 mi (3.218,69 km) Wanderwege, 87 Strände bzw. Küstengebiete, 37 Wasserflächen unterschiedlichster Größenordnungen, 62 Spielplätze, 55 Sportplätze, 145 mi (233,35 km) Fahrradwege sowie frühere Privathäuser, die heute Teil des DCR-eigenen Historic Curatorship Program sind.

### Division of Urban Parks and Recreation
In dieser Abteilung liegt die Zuständigkeit für die Instandhaltung und Verwaltung einer großen Vielzahl von Stadtlandschaften in Greater Boston, darunter Grünflächen in Städten, historische Orte und andere Bereiche, die als besonders schützenswert angesehen werden. Die Ursprünge dieses Bestrebens datieren bis in das Jahr 1893 zurück, als unter Mitwirkung der Olmsted Brothers die Metropolitan Park Commission gegründet wurde und damit das erste regionale System dieser Art installiert wurde. Der Zuständigkeitsbereich dieser Abteilung wird als Metropolitan Park System of Greater Boston bezeichnet.

### Division of Water Supply Protection
Die Zuständigkeit liegt hier bei Verwaltung und Schutz von Trinkwasser-Vorräten in der Region Greater Boston. Überwacht werden insbesondere Seen und Teiche sowie Brunnenbohrungen und Niederschlagsmengen im gesamten Bundesstaat.

### Division of Planning and Engineering
Diese Abteilung bietet für die DCR-eigenen Flächen professionelle Dienstleistungen bei anstehenden Ingenieurarbeiten, Entwicklungen, Designs und Bauprojekten. Zusätzlich zu den Park- und Waldflächen ist die Abteilung für diverse Einzugsgebiete von Gewässern, Küsten, 340 Dämme, Erholungsgebiete sowie mehr als 525 mi (844,91 km) Parkways und nahezu 300 Brücken und Tunnel zuständig.
Der Abteilung steht ein Chefingenieur vor, der sechs operative Einheiten beaufsichtigt:
- Engineering für Brücken und Parkways
- Engineering für Bauwerke und Einrichtungen
- Engineering für Dämme und Wasserwege
- Engineering für Regenwasser und Umwelt
- Genehmigung von Bauvorhaben
- Baudienstleistungen

### Stewardship Council
Das Stewardship Council des DCR besteht aus dreizehn Mitgliedern, die vom Gouverneur von Massachusetts ernannt werden und dem Secretary of Energy and Environmental Affairs, dem Commissioner of Conservation and Recreation und den Angestellten des DCR beratend zur Seite stehen. Das Gremium trat zum ersten Mal am 28. September 2004 zusammen. Die Hauptaufgabe des Gremiums ist die „Sicherstellung eines sicheren, zugänglichen, gut gepflegten und gut verwalteten Systems von Freiflächen und Erholungsgebieten“.